# Грязнов, Борис Александрович
Борис Александрович Грязнов — советский хозяйственный, государственный и политический деятель.

## Биография
Родился в 1936 году. Член КПСС.
С 1959 года — на хозяйственной, общественной и политической работе. В 1959—1997 гг. — комсомольский, культурный и партийный работник в городе Москва, первый секретарь Фрунзенского райкома КПСС города Москвы, начальник отдела «Союзкинофонда» Госкино СССР, управляющий делами Госкино СССР, советник Президента, член Президиума и Правления Торгово-промышленной палаты РФ, директор «Совинцентра».
Делегат XXVII съезда КПСС.
Был убит в Москве в 1997 году.